# إيليا ياشين
إيليا ياشين (بالروسية: Илья́ Вале́рьевич Я́шин، من مواليد 29 يونيو 1983، موسكو) سياسي روسي ونائب محلي. رئيس مجلس نواب منطقة بلدية كراسنوسيلسكي بمدينة موسكو، ورئيس بلدية كراسنوسيلسكي منذ 7 أكتوبر 2017. في عام 2012 انتخب عضوا في مجلس تنسيق المعارضة الروسية.
في 10 سبتمبر 2017 تم انتخاب ياشين نائبًا لبلدية منطقة كراسنوسيلسكي في موسكو.

## السيرة الشخصية
حتى عام 2008 كان زعيم جناح الشباب في حزب يابلوكو، حيث نظم احتجاجات جماهيرية وتحدث إلى وسائل الإعلام عن أسبابها. ومع ذلك عندما أصبح عضوًا نشطًا في سوليدرنوست، طرده يابلوكو بسبب «التسبب في ضرر سياسي».
يشتهر ياشين بإلقاء خطب حماسية في تجمعات المعارضة. وهو مشارك نشط في حملة إستراتيجية 31 من أجل حرية التجمع. في عام 2005 تحدث ضد حركة ناشي التي تدعم الرئيس فلاديمير بوتين.
في 31 ديسمبر 2010 تم القبض على ياشين لتظاهره في موسكو في مسيرة أخرى لاستراتيجية 31. واقتيد إلى مركز للشرطة واحتجز لمدة خمسة عشر يوماً. ويزعم أن الشرطة اختلقت بعد ذلك الأدلة ضده. وقد أعلنته منظمة العفو الدولية أنه من سجناء الرأي، إلى جانب بوريس نيمتسوف وكونستانتين كوسياكين.
في أعقاب الاختطاف والتعذيب المزعوم للناشط المعارض ليونيد رازفوزهاييف من كييف في أوكرانيا، تم القبض على ياشين في 27 أكتوبر 2012 مع سيرجي أودالتسوف وأليكسي نافالني أثناء محاولتهما الانضمام إلى احتجاج موسكو نيابة عن رازفوزهاييف. واتُهم الثلاثة بخرق النظام العام حيث يمكن تغريمهم بما يصل إلى 30 ألف روبل (1.000 دولار أمريكي) أو منحهم 50 ساعة من الخدمة المجتمعية.
في 23 فبراير 2016 قدم ياشين على الرغم من مضايقات الشرطة والمراجعين تقريرًا ينتقد الزعيم الشيشاني رمضان قديروف، ووصفه بأنه خطر على الأمن القومي الروسي ودعا إلى استقالته. سلط التقرير الضوء على تشجيع قديروف للعنف ضد نشطاء المعارضة ومسؤولي إنفاذ القانون الفيدرالي، وأسلوب حياته الفاخر والفساد، وبناء جيش شخصي.
في 10 سبتمبر 2017 تم انتخاب ياشين نائبًا لبلدية منطقة كراسنوسيلسكي في موسكو. فاز فريق سوليدرنوست بـ 7 مقاعد من أصل 10 في هذه المنطقة (فازت روسيا المتحدة بالمقاعد الثلاثة الأخرى). في 25 سبتمبر 2017 تولى المنصب. في 7 أكتوبر 2017 تم انتخاب إيليا ياشين رئيسًا لمجلس النواب في منطقة كراسنوسيلسكي البلدية في موسكو.
في 11 أبريل 2018 أعلن ياشين عن نيته الترشح للانتخابات لمنصب عمدة موسكو وتغلب على الرئيس الحالي سيرجي سوبيانين.
في 25 يونيو 2021 مُنع من خوض الانتخابات المقبلة بعد اعتباره «متطرفًا». وذكر أنه اعتبر أن ذلك كان بسبب دعمه لأليكسي نافالني.